# Oppsjön, Gästrikland
Oppsjön är en sjö i Sandvikens kommun i Gästrikland och ingår i Dalälvens huvudavrinningsområde. Sjön är 4 meter djup, har en yta på 1,66 kvadratkilometer och befinner sig 105 meter över havet. Sjön avvattnas av vattendraget Laggarboån (Västerån).

## Delavrinningsområde
Oppsjön ingår i det delavrinningsområde (669293-154284) som SMHI kallar för Utloppet av Oppsjön. Medelhöjden är 118 meter över havet och ytan är 8,04 kvadratkilometer. Räknas de 3 avrinningsområdena uppströms in blir den ackumulerade arean 35,12 kvadratkilometer. Laggarboån (Västerån) som avvattnar avrinningsområdet har biflödesordning 2, vilket innebär att vattnet flödar genom totalt 2 vattendrag innan det når havet efter 107 kilometer. Avrinningsområdet består mestadels av skog (65 procent). Avrinningsområdet har 1,64 kvadratkilometer vattenytor vilket ger det en sjöprocent på 20,4 procent.